# 창녕 술정리 동 삼층석탑

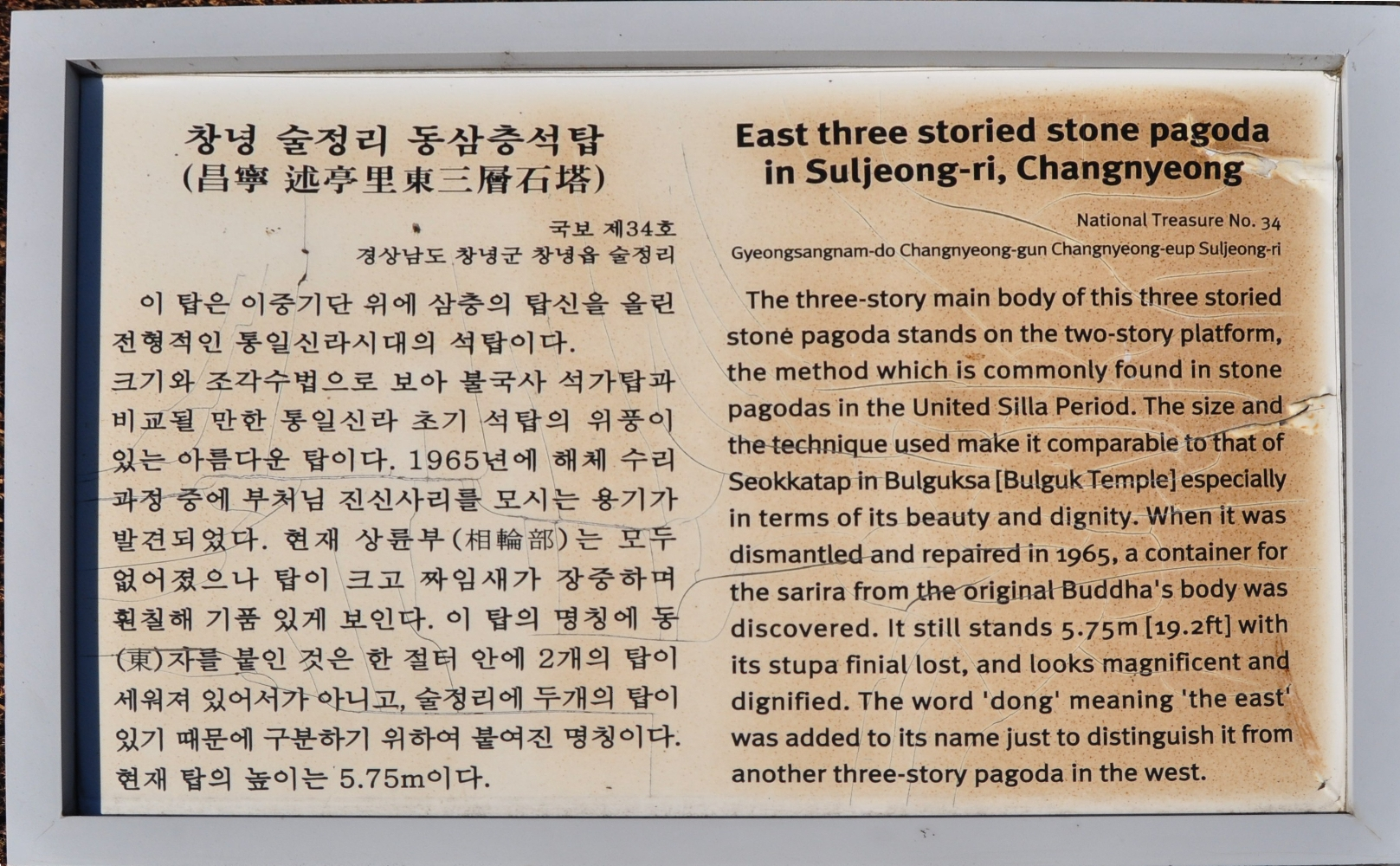
안내 표지판

창녕 술정리 동 삼층석탑(昌寧 述亭里 東 三層石塔)은 국보 제34호로 대한민국 경상남도 창녕군 창녕읍 술정리 120에 있다. 남북국 시대의 탑이다.
이 탑은 원래 노변에 있었고 민가의 담 밑으로 하층기단의 일부가 들어가 있었으나, 1965년 주위에 있던 민가들을 철거하여 정화보존조치를 취하였고 탑도 함께 해체해서 수리하였다. 이때 3층 탑신상면(塔身上面)의 방형사리공(方形舍利孔)에서 청동향로형용기(靑銅香爐形容器), 황색(黃色)유리제(製), 사리병(舍利甁), 사리(舍利) 7립(粒), 향편(香片), 유리소주(小珠) 등의 사리장치(舍利裝置)가 발견되었다. 본탑(本塔)을 동탑이라 함은 한 사찰내에 쌍탑이 건립된 때문이 아니라 술정리에 2기(基)의 석탑이 있기 때문에 붙여진 명칭이며 서3층석탑은 본탑에서 약 1km 떨어진 곳에 있다. 이중기단 위에 세워진 일반형 석탑으로 기단은 이중 4개의 면석과 4개의 갑석으로 조립되었고, 상하기단의 면석에는 모두 탱주 2주식이 각출되었다. 탑신부는 옥신과 옥개석이 각각 1석이며 옥개석 받침은 각 층 5단이고 상륜부(相輪部)는 모두 없어졌다. 세부양식에서 신라석탑의 통식을 따르고 작풍에 있어 장중명쾌한 기풍이 있는 석탑이다. 비교적 큰 규모에 속하며 각부의 수법도 신라 중기의 양식을 계승하고 있어 경주 불국사 삼층석탑과 비견되는 작품이다. 현재 탑의 높이는 5.75m이다.

## 참고 자료
- 홈페이지&ccbaAsno=수식 오류: 알 수 없는 "昌" 구두점 문자입니다. 창녕 술정리 동 삼층석탑 - 국가유산청 국가유산포털